# Fluch des Falken
Fluch des Falken (Akronym „FdF“) ist eine deutsche Mysteryserie für Kinder und Jugendliche. Die erste Staffel handelt von sechs Schülern, die auf der Rückfahrt von einer Klassenfahrt in einem geheimnisvollen Wald stranden. Die Erstausstrahlung war am 4. Oktober 2011. Ab dem 16. Juli 2012 wurde eine zweite Staffel gedreht und wurde vom 2. Oktober bis zum 21. Dezember 2012 erstausgestrahlt.
Eine dritte Staffel wurde vom 5. Oktober bis 21. Dezember 2014 gesendet. In ihr sind sechs neue jugendliche Hauptrollen zu sehen; aus der bisherigen Besetzung sind die Hauptdarsteller Annika Preil, Benjamin Holtschke, Hannes Liebmann und Mascha Müller wieder dabei.
Eine vierte und zugleich letzte Staffel wurde vom 2. Oktober 2015 bis 31. Oktober 2015 gesendet.

## Handlung

### Staffel 1
Fluch des Falken handelt von sechs Schülern, die vorzeitig auf dem Heimweg von einer Klassenfahrt sind, als ihr Bus irgendwo im Niemandsland mit einer Panne liegen bleibt und der Busfahrer spurlos verschwindet. Bald merken Anna, Emily, Isabel, Costa, David und John, dass sie den Wald nicht mehr verlassen können und dass er von seltsamen Menschen bewohnt wird. Um wieder nach Hause zu kommen, müssen sie aber zuerst deren Geheimnis lösen. Sie finden heraus, dass sie in einem Zeitloch feststecken.

### Staffel 2
Die Freunde haben einen Weg gefunden, das Zeitloch zu verlassen. Der Versuch zu Entkommen misslingt jedoch und sie landen wieder im Wald. Nur zwei der Freunde haben es aus dem Zeitloch geschafft. Im Wald hat sich in der Zwischenzeit einiges verändert. Nichts ist mehr so, wie es vorher war. Es ist mehr als ein halbes Jahr vergangen. Das Abenteuer der Jugendlichen bekommt nun eine ganz neue Wendung. Eine böse Macht (Silvana) hat sich des Waldes bemächtigt und versucht, die Kontrolle über einen mysteriösen Kristall zu erlangen. Der ist es aber auch, der das Zeitloch erzeugt hat, aus welchem die Freunde entkommen wollen.

### Staffel 3
Sechs Jugendliche werden zu einem Talent-Casting auf Schloss Randelstein eingeladen. Dem Gewinner winkt der Preis, seinen Lebenstraum erfüllt zu bekommen. Doch schnell stellt sich heraus, dass hinter der Jury und der selbsternannten "Dream Academy" ein mysteriöses Geheimnis steckt. Die Träume der Kandidaten rücken in weite Ferne, denn sie finden sich plötzlich an einem magischen Ort wieder, von dem sie nicht flüchten können, und sind damit mitten im Abenteuer ihres Lebens.

### Staffel 4
Nachdem die Freunde den zwölfjährigen Magier Balos befreit und zum Guten bekehrt haben, machen sie sich auf den Nachhauseweg. Zuvor muss Balos jedoch die Pforte zur gefährlichen Schattenwelt verschließen. Um diese Mission erfolgreich zu meistern, müssen die Freunde ein altes Zauberritual entschlüsseln. Eine Parallelwelt hält zahlreiche Gefahren und Rätsel für sie bereit.

## Drehorte & Crew
Gedreht wurde die erste Staffel der Serie vom 30. Mai bis zum 12. August 2011 in und um Jetzendorf in Bayern, unter anderem in dem gleichnamigen Schloss. Sie wurde vom Bayerischen Rundfunk (BR) zusammen mit der Tresor TV produziert (Produzent Holger Roost-Marcias). Regie führten in der ersten Staffel (2011) Kirim Luca Schiller und Wolfram Bremen. In der zweiten Staffel (2012) Nina Wolfrum und Kirim Luca Schiller, der bereits Regisseur der ersten Staffel war. Die Kamera führten 2011 Axel Petrovan (DOP) und Uwe Neumeister. Bei der zweiten Staffel standen wieder Axel Petrovan (DOP) und sein Kollege Peter Berka an der Kamera. Produzent der Serie ist seit 2011 durchgängig Lars Kremer.
Das Darstellerteam hat sich kaum verändert. Til Schindler (David), Miriam Thurau (Laura), Thomas Piper (Konstantin) sowie Mirya Kalmuth (Daria) haben die Serie nach Staffel 1 verlassen. Neu dazugekommen sind dafür Mascha Müller (Silvana), Jörg Witte (Gabor) und Philip Weil (Finn).
Erfunden und geschrieben wurde die Serie von Andreas Bütow und Kristian Wolff in Zusammenarbeit mit dem zuständigen BR-Redakteur Ruprecht Joos.
Ab der dritten Staffel (2014) hat Manja Wittmann als Produzentin übernommen. Regie führten Kirim Luca Schiller, Nina Wolfrum und Daniela Grieser. Auch die dritte und vierte Staffel wurden auf dem Schloss im bayerischen Jetzendorf gedreht.

## Besetzung
| Schauspieler            | Rollenname                  | Staffel(n) | Folgen                        | Rolle |
| ----------------------- | --------------------------- | ---------- | ----------------------------- | --- |
| Annika Preil            | Anna Covic                  | 1–4        | 1–208                         | Anna, die Auserwählte, Pias Schwester.                                                                                        |
| Benjamin Holtschke      | Vincent Lauenzell           | 1–4        | 1–208                         | Vincent, Magdas Sohn (in Staffel 1: Busfahrer; in Staffel 3: Jury; Ende der 3. Staffel: Schlossherr Vincent von Randelstein). |
| Hannes Liebmann         | Branko                      | 1–4        | 4–208                         | Branko, der Diener, Falkner (in Staffel 1: der stumme Diener; in Staffel 3: Jury).                                            |
| Mascha Müller           | Silvana †                   | 2–4        | 65–205                        | Silvana, die böse Hexe (in Staffel 3: Silvana von Randelstein; Leiterin der „Dream Academy“).                                 |
| Niklas Nißl             | Raphael von Cramm           | 3–4        | 113–208                       | Raphael |
| Patrick Katzer          | Tobias „Tobi“ Schwerdtfeger | 3–4        | 113–208                       | Tobi |
| Amelie Arndt            | Jennifer „Jenny“ Wagner     | 3–4        | 114–208                       | Jenny |
| Devrim Lingnau          | Yasemin                     | 3–4        | 114–208                       | Yasemin |
| Simon Josef Eckert      | Noah Freund                 | 3–4        | 114–161 207–208               | Noah |
| Marcel Demeler          | Balos von Randelstein       | 3–4        | 159–162                       | Balos, Baron von Randelstein.                                                                                                 |
| Tobias John von Freyend | Noah Freund                 | 4          | 161–207                       | Der von Balos versehentlich verzauberte Noah.                                                                                 |
| Marcel Kowalewski       | Balos von Randelstein       | 4          | 162–208                       | Der erwachsene Balos, Baron von Randelstein.                                                                                  |
| Carina Diesing          | Gundelinde Cobinari †       | 4          | 172–207                       | Gundelinde, Balos' böse Tante, lebt im Jahr 1576 in der Schattenwelt.                                                         |
| Malene Becker           | Alma Cobinari †             | 4          | 176–207                       | Alma, Balos' Mutter, Gundelindes Schwester, lebt im Jahr 1576 in der Schattenwelt.                                            |
| Johannes Bauer          | Branko                      | 4          | 197–199                       | Der von Silvana mit einem Zauber verjüngte Branko.                                                                            |
| Til Schindler           | David Stegmann              | 1          | 1–64                          | David |
| Miriam Thurau           | Laura von Randelstein       | 1          | 1–64; Gastauftritte: 110, 112 | Laura, die Baroness, Tochter von Gabor in Folge 1 nicht als Laura zu erkennen.                                                |
| Thomas Piper            | Konstantin †                | 1          | 4–64                          | Konstantin, der Baron. |
| Mirya Kalmuth           | Daria †                     | 1          | 13–64; Stimmenauftritt: 88    | Daria, die Kräuterhexe. |
| Isabella Wolf           | Isabel Eichendorf           | 1–2        | 1–112                         | Isabel |
| Juliane Kotzur          | Emily Spitzweg              | 1–2        | 1–112                         | Emily |
| Klaus Steinbacher       | Costa Siantos               | 1–2        | 1–112                         | Costa (zwischenzeitlich in der 2. Staffel der Baron).                                                                         |
| Lukas Amberger          | Johannes „John“ Haberkorn   | 1–2        | 1–112                         | John |
| Petra Welteroth         | Magda Lauenzell †           | 1–2        | 4–112                         | Magda, die Herbergsmutter, Vincents Mutter (in Staffel 2: Schlosshaushälterin).                                               |
| Philip Weil             | Finn                        | 2          | 71–112                        | Finn |
| Jörg Witte              | Gabor von Randelstein †     | 2          | 95–112                        | Gabor, der echte Baron, Vater von Laura.                                                                                      |
| Laila Schuster          | Pia Covic                   | 3          | 113–160                       | Pia, Annas Schwester. |

## Episodenliste
| Episode (gesamt) | Episode (Staffel) | Originaltitel                              | Erstausstrahlung  |
| 01               | 01                | Liegen geblieben                           | 4. Oktober 2011   |
| 02               | 02                | Spuren im Wald                             | 5. Oktober 2011   |
| 03               | 03                | Zurück auf Los                             | 6. Oktober 2011   |
| 04               | 04                | Wir sind nicht allein                      | 7. Oktober 2011   |
| 05               | 05                | Die alte Herberge                          | 11. Oktober 2011  |
| 06               | 06                | Nach Hause telefonieren                    | 12. Oktober 2011  |
| 07               | 07                | Verbotene Zimmer                           | 13. Oktober 2011  |
| 08               | 08                | Verwunschene Zeit                          | 14. Oktober 2011  |
| 09               | 09                | Das mystische Zeichen                      | 18. Oktober 2011  |
| 10               | 10                | Gefangen im Keller                         | 19. Oktober 2011  |
| 11               | 11                | Ein rätselhafter Traum                     | 20. Oktober 2011  |
| 12               | 12                | Gestatten, Vincent!                        | 21. Oktober 2011  |
| 13               | 13                | Das Schloss                                | 25. Oktober 2011  |
| 14               | 14                | Auf frischer Tat                           | 26. Oktober 2011  |
| 15               | 15                | Überraschende Einladung                    | 27. Oktober 2011  |
| 16               | 16                | Dinner beim Baron                          | 28. Oktober 2011  |
| 17               | 17                | Unter Verdacht                             | 1. November 2011  |
| 18               | 18                | Die Wahrheit kommt ans Licht               | 2. November 2011  |
| 19               | 19                | Spring über deinen Schatten!               | 3. November 2011  |
| 20               | 20                | Der Einzelgänger                           | 4. November 2011  |
| 21               | 21                | Die Suche nach dem geheimnisvollen Mädchen | 8. November 2011  |
| 22               | 22                | Frei von Regeln                            | 9. November 2011  |
| 23               | 23                | Die Prinzessin des Waldes                  | 10. November 2011 |
| 24               | 24                | Das magische Armband                       | 11. November 2011 |
| 25               | 25                | Verdammt, verknallt!                       | 15. November 2011 |
| 26               | 26                | Die neue Freundin                          | 16. November 2011 |
| 27               | 27                | Wer ist der Boss?                          | 17. November 2011 |
| 28               | 28                | Gemeinsam stark                            | 18. November 2011 |
| 29               | 29                | Das Versprechen                            | 22. November 2011 |
| 30               | 30                | Der geheime Gang                           | 23. November 2011 |
| 31               | 31                | Expedition ins Schloss                     | 24. November 2011 |
| 32               | 32                | Der Maskenball                             | 25. November 2011 |
| 33               | 33                | Die Jagd nach dem Phantom                  | 29. November 2011 |
| 34               | 34                | Spuren im Wald                             | 30. November 2011 |
| 35               | 35                | Eins zu null für Emily                     | 1. Dezember 2011  |
| 36               | 36                | Spurlos verschwunden                       | 2. Dezember 2011  |
| 37               | 37                | Alles nur geträumt?                        | 6. Dezember 2011  |
| 38               | 38                | In den Fängen des Barons                   | 7. Dezember 2011  |
| 39               | 39                | Begegnung mit einem Phantom                | 8. Dezember 2011  |
| 40               | 40                | Verbotene Früchte                          | 9. Dezember 2011  |
| 41               | 41                | Wettlauf gegen die Zeit                    | 13. Dezember 2011 |
| 42               | 42                | In der Höhle des Löwen                     | 14. Dezember 2011 |
| 43               | 43                | Die Bandprobe                              | 15. Dezember 2011 |
| 44               | 44                | Das Gartenkonzert                          | 16. Dezember 2011 |
| 45               | 45                | Schluss mit Luxus                          | 20. Dezember 2011 |
| 46               | 46                | Der magische Spiegel                       | 21. Dezember 2011 |
| 47               | 47                | Blütenzauber                               | 22. Dezember 2011 |
| 48               | 48                | Ein Buch voller Rätsel                     | 23. Dezember 2011 |
| 49               | 49                | Verflixt verknallt!                        | 27. Dezember 2011 |
| 50               | 50                | Zwischen den Fronten                       | 28. Dezember 2011 |
| 51               | 51                | Die Macht der Heilerin                     | 29. Dezember 2011 |
| 52               | 52                | Hahnenkampf                                | 30. Dezember 2011 |
| 53               | 53                | Der Pokal                                  | 3. Januar 2012    |
| 54               | 54                | Gefährliches Wissen                        | 4. Januar 2012    |
| 55               | 55                | Mit schlechtem Gewissen                    | 5. Januar 2012    |
| 56               | 56                | Das Duell                                  | 6. Januar 2012    |
| 57               | 57                | Das verschwundene Pergament                | 10. Januar 2012   |
| 58               | 58                | Der geheime Pakt                           | 11. Januar 2012   |
| 59               | 59                | Flieg, Falke, flieg!                       | 12. Januar 2012   |
| 60               | 60                | Die Spur des echten Barons                 | 13. Januar 2012   |
| 61               | 61                | Der Translokator                           | 17. Januar 2012   |
| 62               | 62                | Vincents Geständnis                        | 18. Januar 2012   |
| 63               | 63                | Eine schwere Entscheidung                  | 19. Januar 2012   |
| 64               | 64                | Jetzt oder nie!                            | 20. Januar 2012   |

| Episode (gesamt) | Episode (Staffel) | Originaltitel                    | Erstausstrahlung  |
| 65               | 01                | Verloren im Wald                 | 2. Oktober 2012   |
| 66               | 02                | Zurück auf Los                   | 3. Oktober 2012   |
| 67               | 03                | Die verlassene Herberge          | 4. Oktober 2012   |
| 68               | 04                | Wiedersehen mit Magda            | 5. Oktober 2012   |
| 69               | 05                | Baron Costa                      | 9. Oktober 2012   |
| 70               | 06                | Darias Tagebuch                  | 10. Oktober 2012  |
| 71               | 07                | Der Junge aus dem Baum           | 11. Oktober 2012  |
| 72               | 08                | Costas Geheimnis                 | 12. Oktober 2012  |
| 73               | 09                | Falsches Spiel von Costa         | 16. Oktober 2012  |
| 74               | 10                | Der ungebetene Gast              | 17. Oktober 2012  |
| 75               | 11                | Falscher Verdacht                | 18. Oktober 2012  |
| 76               | 12                | Die Rettung des Falken           | 19. Oktober 2012  |
| 77               | 13                | Die Macht der Mana-Steine        | 23. Oktober 2012  |
| 78               | 14                | Verlorene Freundschaft           | 24. Oktober 2012  |
| 79               | 15                | Der Trank der diebischen Elster  | 25. Oktober 2012  |
| 80               | 16                | Böses Erwachen                   | 26. Oktober 2012  |
| 81               | 17                | Das Geheimnis der Maschine       | 30. Oktober 2012  |
| 82               | 18                | Gefährliche Bannkreise           | 31. Oktober 2012  |
| 83               | 19                | Die verborgene Botschaft         | 1. November 2012  |
| 84               | 20                | Ein rätselhaftes Bild            | 2. November 2012  |
| 85               | 21                | Der Verräter                     | 6. November 2012  |
| 86               | 22                | Neue Hoffnung für John           | 7. November 2012  |
| 87               | 23                | Die Maschine lebt                | 8. November 2012  |
| 88               | 24                | Botschaft aus einer anderen Zeit | 9. November 2012  |
| 89               | 25                | Das Zeichen des Falken           | 13. November 2012 |
| 90               | 26                | Ein Pakt zwischen Freunden       | 14. November 2012 |
| 91               | 27                | Die Hüterin des Falken           | 15. November 2012 |
| 92               | 28                | In der Höhle der Hexe            | 16. November 2012 |
| 93               | 29                | Angeklagt                        | 20. November 2012 |
| 94               | 30                | Alles oder nichts!               | 21. November 2012 |
| 95               | 31                | Oma tanzt Haie                   | 22. November 2012 |
| 96               | 32                | Die Erlösung des Falken          | 23. November 2012 |
| 97               | 33                | Die mysteriöse Gruft             | 27. November 2012 |
| 98               | 34                | Die Macht des Monolithen         | 28. November 2012 |
| 99               | 35                | Torheit schützt vor Alter nicht  | 29. November 2012 |
| 100              | 36                | Annas Auftrag                    | 30. November 2012 |
| 101              | 37                | Die Weissagung                   | 4. Dezember 2012  |
| 102              | 38                | Die Auserwählte                  | 5. Dezember 2012  |
| 103              | 39                | Verzweifelte Suche               | 6. Dezember 2012  |
| 104              | 40                | Anna hört auf ihr Herz           | 7. Dezember 2012  |
| 105              | 41                | Das Mal der Auserwählten         | 11. Dezember 2012 |
| 106              | 42                | Die verborgene Strophe           | 12. Dezember 2012 |
| 107              | 43                | Durch Annas Augen                | 13. Dezember 2012 |
| 108              | 44                | Ein unüberwindbarer Gegner       | 14. Dezember 2012 |
| 109              | 45                | Das Geheimnis des Monolithen     | 18. Dezember 2012 |
| 110              | 46                | Das wahre Gesicht des Barons     | 19. Dezember 2012 |
| 111              | 47                | Das letzte Aufgebot              | 20. Dezember 2012 |
| 112              | 48                | Die Rückkehr                     | 21. Dezember 2012 |
| Special          | Special           | Making of: Fluch des Falken      | 22. Dezember 2012 |

| Episode (gesamt) | Episode (Staffel) | Originaltitel                               | Erstausstrahlung  |
| 57 (113/114)     | 01                | Das goldene Ticket – Ankunft                | 5. Oktober 2014   |
| 57 (113/114)     | 02                | Schlafstörungen                             | 5. Oktober 2014   |
| 58 (115/116)     | 03                | Das Spiel beginnt – Traumfänger             | 5. Oktober 2014   |
| 58 (115/116)     | 04                | Yasemins Misstrauen                         | 5. Oktober 2014   |
| 59 (117/118)     | 05                | Schlossarrest – Extratouren                 | 12. Oktober 2014  |
| 59 (117/118)     | 06                | Die Einzeltänzerin                          | 12. Oktober 2014  |
| 60 (119/120)     | 07                | Vincents Geheimnis – Fluchtwege             | 12. Oktober 2014  |
| 60 (119/120)     | 08                | Auf und davon                               | 12. Oktober 2014  |
| 61 (121/122)     | 09                | Noahs Experiment – Grenzgänger              | 19. Oktober 2014  |
| 61 (121/122)     | 10                | Pias Traum                                  | 19. Oktober 2014  |
| 62 (123/124)     | 11                | Jennys Entscheidung – Kristall der Hoffnung | 19. Oktober 2014  |
| 62 (123/124)     | 12                | Der magische Kristall                       | 19. Oktober 2014  |
| 63 (125/126)     | 13                | Pia Planlos – Angriff des Falken            | 26. Oktober 2014  |
| 63 (125/126)     | 14                | Der Angriff des Falken                      | 26. Oktober 2014  |
| 64 (127/128)     | 15                | Am Tiefpunkt – Freundschaftsbande           | 26. Oktober 2014  |
| 64 (127/128)     | 16                | Noah, der Held                              | 26. Oktober 2014  |
| 65 (129/130)     | 17                | Die rätselhafte Kugel – Gefährliche Mission | 2. November 2014  |
| 65 (129/130)     | 18                | Diebe in der Nacht                          | 2. November 2014  |
| 66 (131/132)     | 19                | Dunkle Visionen – Rätselhafte Kugeln        | 2. November 2014  |
| 66 (131/132)     | 20                | Hand in Hand                                | 2. November 2014  |
| 67 (133/134)     | 21                | Hand drauf! – Riskanter Umweg               | 9. November 2014  |
| 67 (133/134)     | 22                | Auf Abwegen                                 | 9. November 2014  |
| 68 (135/136)     | 23                | Elfenohren – Herrscher aus alter Zeit       | 9. November 2014  |
| 68 (135/136)     | 24                | Nachtschicht                                | 9. November 2014  |
| 69 (137/138)     | 25                | Die Entdeckung – Ein gutes Team             | 16. November 2014 |
| 69 (137/138)     | 26                | Ein Stück zu nah                            | 16. November 2014 |
| 70 (139/140)     | 27                | Jennys Ziel – Starker Zauber                | 16. November 2014 |
| 70 (139/140)     | 28                | Monsteraugen                                | 16. November 2014 |
| 71 (141/142)     | 29                | Im Stern des Falken – Ein böser Plan        | 23. November 2014 |
| 71 (141/142)     | 30                | Der Blitz des Vergessens                    | 23. November 2014 |
| 72 (143/144)     | 31                | Zufall und Zauber – Gebannt                 | 23. November 2014 |
| 72 (143/144)     | 32                | Festgesetzt                                 | 23. November 2014 |
| 73 (145/146)     | 33                | Die doppelte Silvana – Endlich frei?        | 30. November 2014 |
| 73 (145/146)     | 34                | Hoffnung auf Freiheit                       | 30. November 2014 |
| 74 (147/148)     | 35                | Freundschaft – Neue Hoffnung                | 30. November 2014 |
| 74 (147/148)     | 36                | Das geheimnisvolle Kartenspiel              | 30. November 2014 |
| 75 (149/150)     | 37                | Der Kuss des Winters – Magisches Amulett    | 7. Dezember 2014  |
| 75 (149/150)     | 38                | Die Wächterin des Amuletts                  | 7. Dezember 2014  |
| 76 (151/152)     | 39                | Die trojanische Schlange – Gefangen         | 7. Dezember 2014  |
| 76 (151/152)     | 40                | Brief aus der Vergangenheit                 | 7. Dezember 2014  |
| 77 (153/154)     | 41                | Eingeschlossen – Ausbruch                   | 14. Dezember 2014 |
| 77 (153/154)     | 42                | Der Ausbruch                                | 14. Dezember 2014 |
| 78 (155/156)     | 43                | Mächtige Jahreszeiten – Im Bann des Prismas | 14. Dezember 2014 |
| 78 (155/156)     | 44                | Starke Töne                                 | 14. Dezember 2014 |
| 79 (157/158)     | 45                | Silvanas letzter Zauber – Verhext           | 21. Dezember 2014 |
| 79 (157/158)     | 46                | Das Mal der Schlange                        | 21. Dezember 2014 |
| 80 (159/160)     | 47                | Balos – Traum und Wirklichkeit              | 21. Dezember 2014 |
| 80 (159/160)     | 48                | Ein Anfang am Ende                          | 21. Dezember 2014 |

| Episode (gesamt) | Episode (Staffel) | Originaltitel                     | Erstausstrahlung |
| 81 (161/162)     | 01                | Magische Schwelle                 | 2. Oktober 2015  |
| 81 (161/162)     | 02                | Verzaubert                        | 2. Oktober 2015  |
| 82 (163/164)     | 03                | Der Auftrag                       | 5. Oktober 2015  |
| 82 (163/164)     | 04                | Die Zauberflöte                   | 5. Oktober 2015  |
| 83 (165/166)     | 05                | Das magische Ritual               | 6. Oktober 2015  |
| 83 (165/166)     | 06                | Alle Wege führen nach Randelstein | 6. Oktober 2015  |
| 84 (167/168)     | 07                | Wächter der Zeit                  | 7. Oktober 2015  |
| 84 (167/168)     | 08                | In der Schattenwelt               | 7. Oktober 2015  |
| 85 (169/170)     | 09                | Zu hohes Risiko                   | 8. Oktober 2015  |
| 85 (169/170)     | 10                | Zweiter Versuch                   | 8. Oktober 2015  |
| 86 (171/172)     | 11                | Die Sprache der Schatten          | 9. Oktober 2015  |
| 86 (171/172)     | 12                | Falscher Verdacht                 | 9. Oktober 2015  |
| 87 (173/174)     | 13                | Unerwartete Begegnungen           | 12. Oktober 2015 |
| 87 (173/174)     | 14                | Verwirrung und Erkenntnis         | 12. Oktober 2015 |
| 88 (175/176)     | 15                | Doppeltes Spiel                   | 13. Oktober 2015 |
| 88 (175/176)     | 16                | Sicherheit mit Lücken             | 13. Oktober 2015 |
| 89 (177/178)     | 17                | Einer gegen alle                  | 14. Oktober 2015 |
| 89 (177/178)     | 18                | Freund oder Feind?                | 14. Oktober 2015 |
| 90 (179/180)     | 19                | Falsche Fährten                   | 15. Oktober 2015 |
| 90 (179/180)     | 20                | Verraten                          | 15. Oktober 2015 |
| 91 (181/182)     | 21                | In die Irre geführt               | 16. Oktober 2015 |
| 91 (181/182)     | 22                | Pinkelpause                       | 16. Oktober 2015 |
| 92 (183/184)     | 23                | Wenn zwei sich streiten           | 19. Oktober 2015 |
| 92 (183/184)     | 24                | Schattenkampf                     | 19. Oktober 2015 |
| 93 (185/186)     | 25                | Vincents Wende                    | 20. Oktober 2015 |
| 93 (185/186)     | 26                | Dem Falken auf der Spur           | 20. Oktober 2015 |
| 94 (187/188)     | 27                | Gundelindes erster Zauber         | 21. Oktober 2015 |
| 94 (187/188)     | 28                | Große Gefühle                     | 21. Oktober 2015 |
| 95 (189/190)     | 29                | Ein uralter Traum                 | 22. Oktober 2015 |
| 95 (189/190)     | 30                | Annas Alleingang                  | 22. Oktober 2015 |
| 96 (191/192)     | 31                | Ein Raum im Nirgendwo             | 23. Oktober 2015 |
| 96 (191/192)     | 32                | Flüssige Sonne                    | 23. Oktober 2015 |
| 97 (193/194)     | 33                | Der Blick des Falken              | 26. Oktober 2015 |
| 97 (193/194)     | 34                | Hexenjagd                         | 26. Oktober 2015 |
| 98 (195/196)     | 35                | Attacke                           | 27. Oktober 2015 |
| 98 (195/196)     | 36                | Tobias’ Versprechen               | 27. Oktober 2015 |
| 99 (197/198)     | 37                | Der neue alte Branko              | 28. Oktober 2015 |
| 99 (197/198)     | 38                | Zerplatzte Hoffnung               | 28. Oktober 2015 |
| 100 (199/200)    | 39                | Die Prophezeiung                  | 29. Oktober 2015 |
| 100 (199/200)    | 40                | Dunkle Seelen                     | 29. Oktober 2015 |
| 101 (201/202)    | 41                | Goldene Spur                      | 30. Oktober 2015 |
| 101 (201/202)    | 42                | Schlagabtausch                    | 30. Oktober 2015 |
| 102 (203/204)    | 43                | Die magische Schreibmaschine      | 31. Oktober 2015 |
| 102 (203/204)    | 44                | Das Schweigen der Schatten        | 31. Oktober 2015 |
| 103 (205/206)    | 45                | Sieg und Niederlage               | 31. Oktober 2015 |
| 103 (205/206)    | 46                | Largydas Wunder                   | 31. Oktober 2015 |
| 104 (207/208)    | 47                | Wege zurück                       | 31. Oktober 2015 |
| 104 (207/208)    | 48                | Geschenkte Zeit                   | 31. Oktober 2015 |